# Sèrie Radeon HD 3000
La unitat de processament gràfic (GPU) anomenada Radeon R600 és la base de la sèrie Radeon HD 2000/3000 i les targetes de vídeo de la sèrie FireGL 2007 desenvolupades per ATI Technologies.

## Arquitectura
Aquest article tracta sobre tots els productes de la marca "Radeon HD 3000 Series". Tots els productes d'aquesta sèrie contenen una GPU que implementa TeraScale 1.

### Acceleració de vídeo

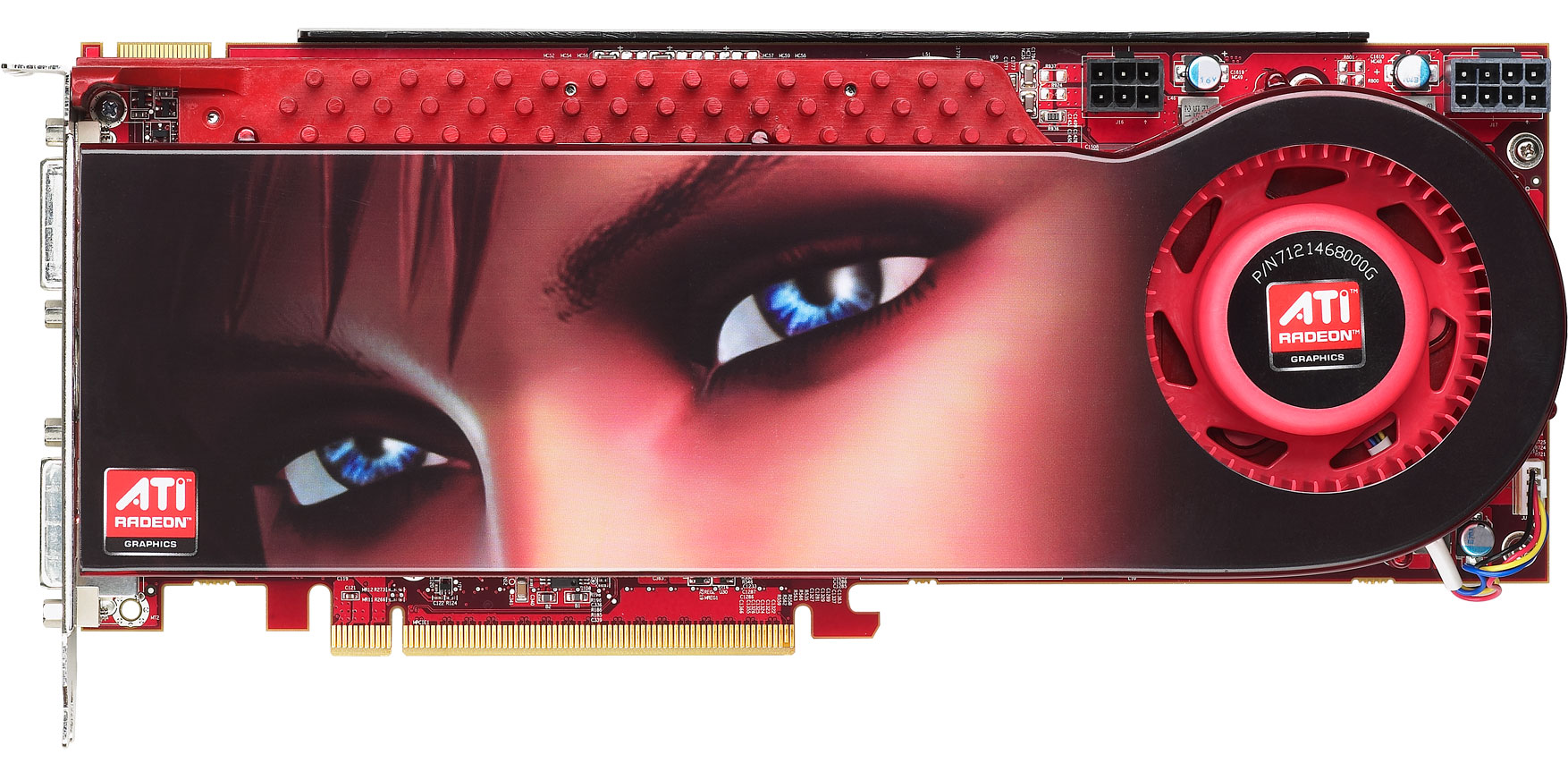
Model de referència proporcionat per AMD/ATI

El nucli SIP del descodificador de vídeo unificat (UVD) està present a les matrius de les GPU utilitzades a l'HD 2400 i l'HD 2600, però no a l'HD 2900. L'HD 2900 va introduir la capacitat de descodificar vídeo dins del motor 3D. Aquest enfocament també exonera la CPU de fer aquests càlculs, però consumeix considerablement més corrent elèctric.

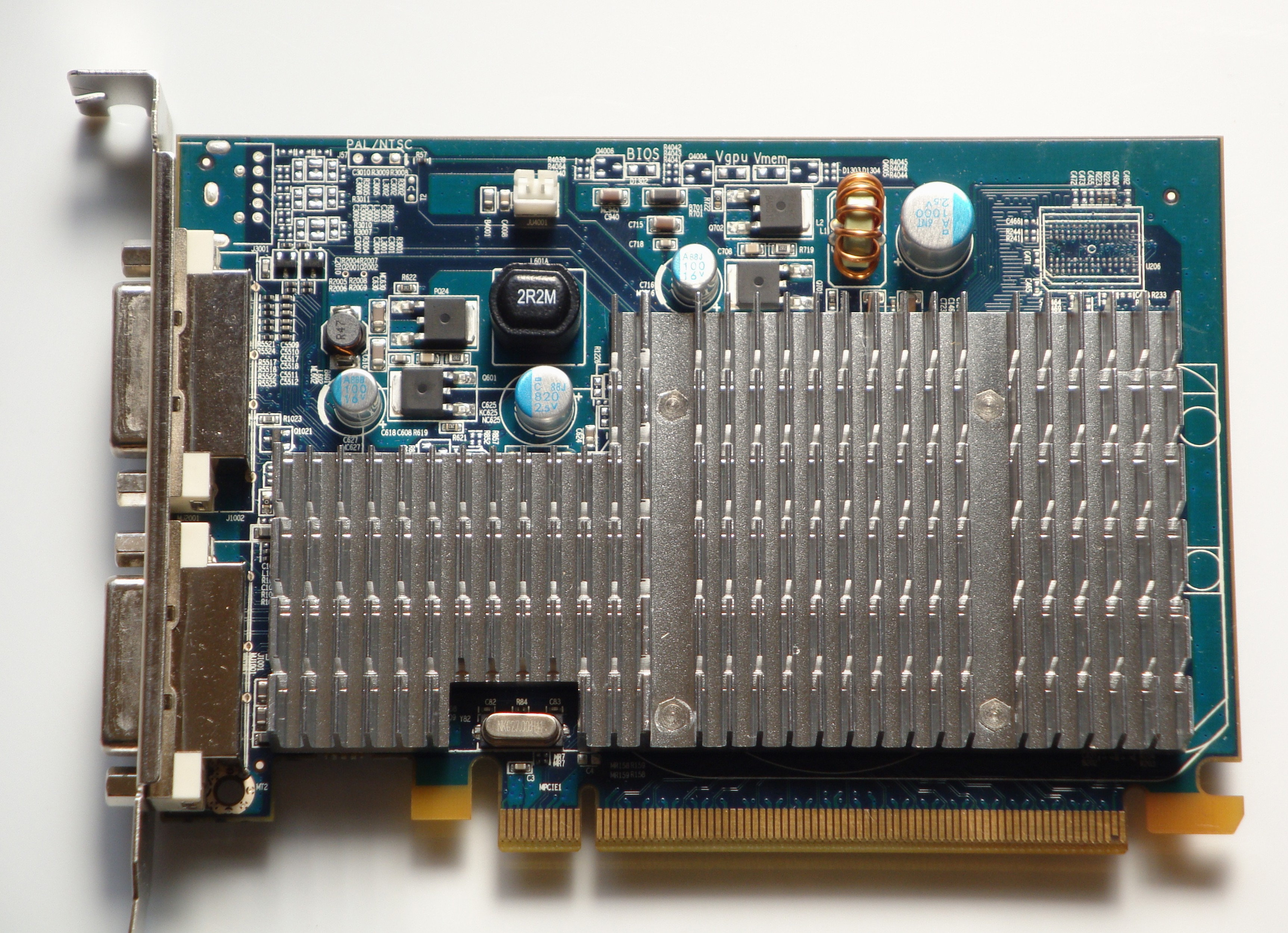
AMD Radeon HD3450

## Controladors de dispositius gràfics

### Controlador de dispositiu gràfic propietari d'AMD "Catalyst"
AMD Catalyst s'està desenvolupant per a Microsoft Windows i Linux. A partir del juliol de 2014, altres sistemes operatius no tenen suport oficial. Això pot ser diferent per a la marca AMD FirePro, que es basa en un maquinari idèntic, però inclou controladors de dispositius gràfics certificats per OpenGL.
AMD Catalyst admet, per descomptat, totes les funcions anunciades per a la marca Radeon.
La sèrie Radeon HD 3000 s'ha fet la transició al suport heretat, on els controladors s'actualitzaran només per corregir errors en lloc d'optimitzar-se per a aplicacions noves.

### Controlador de dispositiu gràfic gratuït i de codi obert "Radeon"
Els controladors gratuïts i de codi obert es desenvolupen principalment a Linux i per a Linux, però també s'han portat a altres sistemes operatius. Cada conductor es compon de cinc parts:
1. Component del nucli de Linux DRM
2. Controlador KMS del component del nucli de Linux: bàsicament el controlador de dispositiu per al controlador de pantalla
3. component d'espai d'usuari libDRM
4. component d'espai d'usuari a Mesa 3D;
5. un controlador de dispositiu gràfic 2D especial i diferent per al servidor X.Org, que finalment està a punt de ser substituït per Glamour

El controlador de gràfics "Radeon" gratuït i de codi obert admet la majoria de les funcions implementades a la línia de GPU Radeon. No tenen enginyeria inversa, sinó que es basen en la documentació publicada per AMD.